# Sankt Martin (Graubünden)
Sankt Martin (Reto-Romaans: Sogn Martin) is een plaats en voormalige gemeente in het Zwitserse kanton Graubünden gelegen in het Valsertal. Sinds 2015 maakt het dorpje deel uit van de gemeente Vals. St. Martin telde eind 2013 35 inwoners en is, zoals het hele Valsertal, Duitstalig.